# طوطی‌ماهی‌های بدرنگ
طوطی‌ماهی‌های بدرنگ (نام علمی: Calotomus) نام یک سرده از تیره طوطی‌ماهیان است.